# BLACKLIST (タイのテレビドラマ)
『BLACKLIST』（タイ語: Blacklist – นักเรียนลับ บัญชีดำ、ブラックリスト）は、2019年にタイで放送されたテレビドラマシリーズで、コーラパット・クッパン（ナノン）、ワチラウィット・ルーアンウィワット（チモン）、パワット・チットサワンディ（オーム）、サッタブット・レーディキー（ドレイク）、カナパン・プイトラクーン（ファースト）、タナットサラン・サムトンライ（フランク）及びプリ―ティ・バーラミーアナン（バンク）が主演を務めている。 
ウォラウェ・ダヌウォンが監督し、GMMTVがLasercat Studioと共同で制作したこのドラマシリーズは、GMMTVが2018年11月5日に開催したイベント「Wonder Th13teen」で発表した2019年に放送予定の13のテレビドラマシリーズのうちの一つである。 2019年10月13日より12月29日まで、GMM 25とLINE TVにてそれぞれ日曜日の21:25 ICTと23:00 ICTに放送された。

## あらすじ
エーカナン高校は誰もが憧れる全国でもトップクラスの学校であるが、同時に謎が多い学校でもある。トラフィック(コーラパット・クッパン)は、この学校に通っていた姉のファ(Ploy Sornarin)が失踪した謎を解明するため、エーカナン高校に入学した。テストの結果は悪くなかったにもかかわらず最も成績の低い4/6クラスに入れられたトラフィックは、そこでアンドリュー(ワチラウィット・ルーアンウィワット)、ハイライト(パワット・チットサワンディ)、タイトル(サッタブット・レーディキー)、ジム・ベー(カナパン・プイトラクーン)、バンタダ(タナットサラン・サムトンライ)と出会う。そして彼らは「ブラックリスト」という、学校で起こる不可解な出来事を調査するための秘密のグループのメンバーとして、学校でも異色の教師であるワンパデに誘われる。
そしてブラックリストのメンバーたちはファの身に起こったことを解明していく過程で、エーカナン高校の深く暗い秘密を明らかにしていく。

## キャストとキャラクター
以下、出演キャスト

### 主演
- トラフィック役：コーラパット・クッパン(ナノン)
- アンドリュー役：ワチラウィット・ルーアンウィワット(チモン)
- ハイライト役：パワット・チットサワンディ(オーム)
- タイトル役：サッタブット・レーディキー(ドレーク)
- ジム・ベー役：カナパン・プイトラクーン(ファースト)
- バンタダ役：タナットサラン・サムトンライ(フランク)
- ワンパデ先生役：プリ―ティ・バーラミーアナン(バンク)

### 助演
- メロン役：チャニカン・タンカボディー(プリム)
- プーカッド役：パッタラーニット・リンパティッヤーコーン(ラブ)
- キャロット役：ベンヤーパー・ジーンプラソーム(ヴィウ)
- オレンジ役：スリーヤレート・ヤカレー(プリッキン)
- カップケーキ役：パチャトン・タナワット(プローイパット)
- ライラ役：カンヤラット・ルングルーン(ピプローイ)
- カリン校長役：ナパサラン・ミッティラロー(ターク)
- ジンマニー役：ウィカヤニー・ピレクリン(ガム)
- ヴァイキング役：パーフン・チヤチャルーン(マーク)
- ダーク役：ジラキット・クーアーリヤクン(トップタップ)
- キャンプ役：プーミパット・パイブーン(プレーム)
- ジョー役：タナワット・ラッタナキットパイサーン(カオタン)
- ピム役：プレープロイ・オリー
- ベーコン役：チャヤコーン・ジュターマー(ジェージェー)

### ゲスト出演
- ナティー役：ナタット・シリポントーン(フルーク)
- キウイ役：ジュタピッチ・インチャン (ジェミー)
- ジム・ベーの父親役：ポンラワット・マヌープラスー (トム)
- ジェド役：チンナパット・キッティチャイワランクーン(フルート)
- ファ役：プローイ・ソンナリン
- 若い頃のワンパデ役：パパンコーン・ラークチャレアムポート (ビーム)
- パイ役：タイタン・ティープラサン
- マナ役：クリッタナイ・アーサンプラキット (ナモン)

## サウンドトラック
| 曲名 | ローマ字タイトル | アーティスト | Ref.  |
| ---- | ---------------- | ------------ | ----- |
| ปก   | Bpok             | KANGSOMKS    | [ 6 ] |